# Pukehangi
Pukehangi  est une banlieue ouest de la cité de Rotorua dans la région de la Baie de l’Abondance située dans le nord de l’Île du Nord de la Nouvelle-Zélande.

## Histoire
En 2017, le conseil du district de Rotorua (en) identifia la localité de Pukehangi comme une zone clé pour un développement résidentiel dans le futur.
Une section de 89 subdivisions et un lotissement33 subdivisions furent toutes les deux annoncées cette année là.
D’autres sections devinrent disponibles en 2019.
En décembre 2018, les propriétaires terriens des fermes agricoles situées à l’ouest de la banlieue cherchèrent à obtenir l’autorisation pour le développement de nouvelles zones résidentielles.
Les plans de charge furent approuvés par le «Rotorua District Council» et le Ministre de l’Environment durant l’année 2019,.
Il fut  ouvert aux soumissions du public en janvier 2020.
En 2019, une maison de retraite de Pukehangi fut l’objet d’une procédure judiciaire de sept mois entre un  propriétaire et un locataire, qui s’est terminée au niveau de la  Haute Cour mettant fin à la location .

## Démographie
Pukehangi, comprenant les zones statistiques de «Pukehangi North» et «Pukehangi South», avait une                       population de 5277 résidents lors du recensement de 2018 en Nouvelle-Zélande, en augmentation de 390 personnes (soit 8,0 %) depuis le recensement de 2013, et une augmentation de 336 personnes (soit 6,8 %) depuis le recensement de 2006 en Nouvelle-Zélande.
Il y a 1758 logements.
On compte 2496 hommes et 2778 femmes, donnant un sexe-ratio de 0,9 homme pour une femme, avec  1362 personnes (soit 25,8 %) âgées de moins de 15 ans, 1080 personnes (20,5 %) âgées de 15 à 29 ans, 2151 personnes (40,8 %) âgées de 30 à 64 ans, et 684 personnes (soit 13,0 %) âgées de 65 ans ou plus.
L’ethnicité est pour 65,5 % européens/Pākehā, 44,7 % Māoris, 5,7 % personnes du Pacifique, 5,9 % d’origine asiatiques et 1,4 % d’une autre ethnicité (le total peut faire plus de 100 % dans la mesure où le personne peut se considérer avec de plusieurs ethnicitésPukehangin sa parenté).
La proportion des personnes nées outre-mer est de 13,4 %, comparée avec les 27,1 % au niveau national.
Bien que certaines personnes refusent à donner leur religion, 53,6 % n’ont aucune religion, 34,8 % sont chrétiens, 1,0 % sont hindouistes, 0,5 % sont bouddhistes et 3,8 % ont une autre religion.
Parmi ceux d’au moins 15 ans d’âge, 528 personnes (13,5 %) ont un niveau de licence ou un degré plus élevé, et 861 personnes (22,0 %) n’ont aucune qualifications formelle.
Le statut d’emploi de ceux d’au moins de 15 ans est pour 1911 personnes  (48,8 %)  un temps plein, 576 personnes (14,7 %) sont à temps partiels et  pour 285 personnes (7,3 %) sont sans emploi .
| Nom              | Population | âges médians | revenus médians |
| ---------------- | ---------- | ------------ | --------------- |
| Pukehangi North  | 2706       | 28,0 ans     | $22 900 .       |
| Pukehangi South  | 2571       | 40,2 ans     | $32 800 .       |
| Nouvelle-Zélande |            | 37,4 ans     | $31 800         |